# Брайсон Дешамбо
Брайсон Джеймс Олдріч Дешамбо (англ. Bryson DeChambeau) — американський гольфіст, чемпіон Відкритого чемпіонату США 2020 та 2024 років.
Аматором Дешамбо став п'ятим гравцем в історії, кому вдалося виграти чемпіонат першого дивізіону NCAA та Любительський чемпіонат США з гольфу впродовж одного року. Після перемоги у Відкритому чемпіонаті США  він став третім гольфістом з цими трьома перемогами після Джека Нікласа та Тайгера Вудса і шостим гравцем з перемогами в любительському та професіональному чемпіонатах США.
Дешамбо відомий аналітичним підходом до гри, за що отримав прізвисько "Науковець". Його ключки, виконані за спеціальним замовленням, мають товстіші ніж звичайно ручки і всі мають одинакову довжину. У 2020-му він став гольфістом із найдальшим драйвом, для чого він набрав 40 фунтів ваги. 2024 року Дешамбо виграв свій другий великий турнір – чемпіонат Асоціації професійних гольфістів Америки.